# Cyperus onerosus
Cyperus onerosus är en halvgräsart som beskrevs av Marshall Conring Johnston. Cyperus onerosus ingår i släktet papyrusar, och familjen halvgräs. Inga underarter finns listade i Catalogue of Life.